# Jean Ferrari
Jean Franco Ferrari Chiabra (Bellavista, provincia constitucional del Callao, 29 de julio de 1975) es un abogado, exfutbolista, dirigente deportivo, político y entrenador peruano . Se desempeñaba en la posición de centrocampista y de administrador de Universitario de Deportes.

## Trayectoria

### Como futbolista
Jean Ferrari nació en el Callao el 29 de julio de 1975. Es hijo del exfutbolista Juan Ferrari Díaz y la política y abogada Nancy Chiabra Rondón. Hizo sus estudios escolares en el Colegio Champagnat de Miraflores y posteriormente sus estudios superiores en la Universidad Ricardo Palma. Debutó en el Deportivo San Agustín de San Isidro en 1993.
A los 16 años llega al club Universitario de Deportes, sin oportunidades de mostrarse en el primer equipo, es prestado a la Asociación Deportiva San Agustín de la capital peruana, donde debuta profesionalmente el año 1993 y permanece hasta 1994.
Regresa a Universitario en 1995, con cierto recorrido y reconocimiento como volante de marca con llegada al área contraria. Permanece en el club 4 temporadas hasta que en 1998 es vendido al Club Atlético Jorge Newbery de Argentina, club que sería solo un enlace para su venta al Club de Futbol Extremadura de España.
Su permanencia en España fue de 1 año, entre 1998 y 1999, ante la poca continuidad regresa a Perú a jugar en el Sporting Cristal.
Permanece en el equipo celeste hasta el 2002, año en que pasa al Cienciano del Cusco, pero otra vez solo de enlace para una venta al Wolverhampton Wanderers de Inglaterra. Club donde no logra incorporarse en una extraña operación que jamás fue aclarada. 
Regresa el mismo año 2002 al Sporting Cristal, pero termina firmando por Universitario de Deportes. todo esto en el año 2002.
A mitad de año del 2003, ficha por el América de Cali de Colombia, club donde tiene un buen desempeño y le ofrece renovar su contrato, pero decide por motivos personales, regresar a Perú para el 2004 con el Cienciano. 
Luego defendería las sedas de Sport Boys, Deportivo Municipal, FBC Melgar, y León de Huánuco, club en el que se retiraría el año 2011.

### Como político
Ferrari fue candidato al Congreso con Victoria Nacional en las elecciones generales de Perú de 2021.

### Como dirigente deportivo
Desde 2021, Jean Ferrari es administrador temporal de Universitario de Deportes. El 16 de julio de 2025, presentó su renuncia de manera formal al cargo.

## Procesos judiciales
El 24 de abril de 2024, la Fiscalía de la Nación presentó una denuncia contra Jean Ferrari, administrador de Universitario de Deportes; Agustín Lozano, presidente de la Federación Peruana de Fútbol; José Sabogal, exadministrador de Alianza Lima; el representante de futbolistas, Elio Casareto y los miembros del Fondo Blanquiazul: Carlos Hiraoka, Irzio Prieto, Bruno Pinasco y Salomón Lerner; por supuesta asociación delictiva y organización criminal. Según la tesis fiscal, Lozano, Ferrari y Casareto, a través del grupo CORIL, habían obtenido la mayoría de acreencias del Fondo Blanquiazul lo cual originó el contrato con 1190 Sport, en beneficio de esta empresa. Sin embargo en noviembre Lozano y otros denunciantes fueron arrestados por cargos relacionados al manejo de derechos televisivos.
El 30 de septiembre de 2024, se le presentó una acusación penal por el delito de negociación incompatible, según el Expediente N.° 00769-2022-0-1826-JR-PE-01 emitido por la Fiscalía de la Nación. Según la tesis fiscal, Jean Ferrari junto a Arnulfo Moreno, presidente de la Junta de Acreedores del Club Universitario de Deportes, habrían favorecido de manera irregular a una empresa en la administración del equipo. La denuncia formal señala que los hechos investigados configuraron un agravio al Estado Peruano, debido a que la mala administración del club implicó la afectación de recursos públicos.

## Clubes

### Como futbolista
| Club                      | País       | Año         |
| ------------------------- | ---------- | ----------- |
| Universitario de Deportes | Perú       | 1992        |
| San Agustín               | Perú       | 1993 - 1994 |
| Universitario de Deportes | Perú       | 1995 - 1998 |
| Jorge Newbery             | Argentina  | 1998        |
| C. F. Extremadura         | España     | 1998 - 1999 |
| Sporting Cristal          | Perú       | 1999 - 2001 |
| Cienciano                 | Perú       | 2002        |
| Wolverhampton Wanderers   | Inglaterra | 2002        |
| Universitario de Deportes | Perú       | 2003        |
| América de Cali           | Colombia   | 2003        |
| Cienciano                 | Perú       | 2004        |
| Sport Boys                | Perú       | 2004 - 2005 |
| Cienciano                 | Perú       | 2006        |
| Sport Boys                | Perú       | 2006        |
| Deportivo Municipal       | Perú       | 2007        |
| FBC Melgar                | Perú       | 2008 - 2009 |
| León de Huánuco           | Perú       | 2010 - 2011 |

### Como entrenador
| Club            | País | Año  | PJ | PG | PE | PP | Efectividad |
| --------------- | ---- | ---- | -- | -- | -- | -- | ----------- |
| León de Huánuco | Perú | 2013 | 6  | 0  | 2  | 4  | 22.22%      |

## Palmarés

### Campeonatos nacionales
| Título          | Club                      | País | Año  |
| --------------- | ------------------------- | ---- | ---- |
| Torneo Apertura | Universitario de Deportes | Perú | 1998 |